# CRMC
CRMC staat voor: Classic Racing Motorcycle Club.
Dit is een Engelse club die regels vaststelt die voor veel evenementen met klassieke motorfietsen gelden. Zo mogen er volgens de CRMC-regels bijvoorbeeld alleen echte klassieke racers aan wedstrijden deelnemen, en geen opgevoerde wegmotoren uit een bepaalde periode.